# Советская площадь (Гродно)
Советская площадь — одна из главных площадей в центральной части Гродно. Расположена на стыке улиц Советской, Кирова, Карла Маркса, Стефана Батория, Мостовой, Замковой, Калючинской и Октябрьской.
Старые названия — (Старый) Рынок, Ратушная, Парадная, Соборная, Стефана Батория, Kirchplatz. Нынешнее название получила в 1940 г.

## История
После того, как в 1376 году Гродно стал владением князя Витовта, город находился в экономическом процветании. В 1389 Витовтом закладывается деревянный храм на западной стороне площади, а сама площадь связывается с улицей Замковой и на ней располагается рынок. Рынок становится центром города и торговогой жизни города, имеет квадратную форму. После получения городом в 1496 году Магдебургского права, в 1513 на городской площади строится Ратуша, которая имеет башню с часами, а также торговые ряды. В 1540 в начале улицы Замковой (на месте современного дворца культуры Текстильщиков) строится Замковый двор, а в 1560 на месте современного дома № 1 по улице Советской — первая городская корчма.

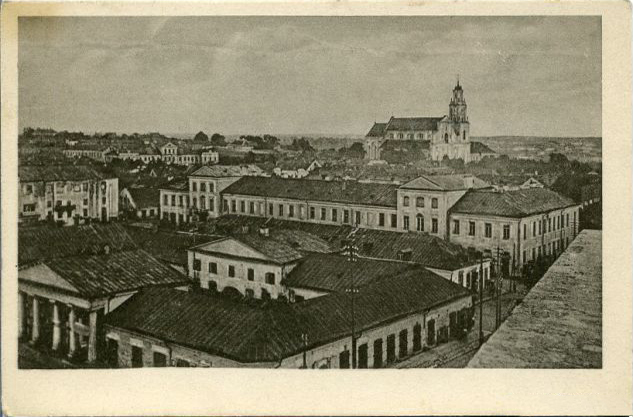
На переднем плане здание Ратуши, на заднем — дворец Радзивиллов, начало 20 в.

Следующий этап площади связан с именем короля Речи Посполитой Стефана Батория, который сделал город своей резиденцией и умер здесь. В 1586 году вместо деревянного строится каменный храм, а на восточной стороне площади в 1580 воздвигается дворец Батория, который сохранился до наших дней.

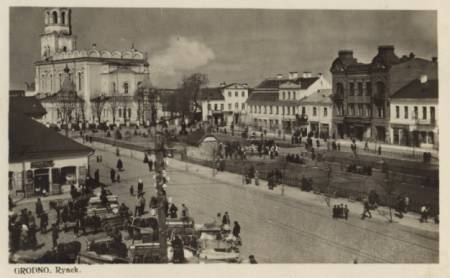
Советская площадь в начале 20 в., На дальней стороне видно Софийский собор (Фара Витовта). Снимок сделан из здания дворца Батория

В 1673 году принято решение проводить каждый третий Сейм Речи Посполитой в Гродно, после чего магнаты начинают активно приобретать земли города для строительства резиденций. До конца 17 в. на правой стороне площади строится дворец Радзивиллов, а дворец Батория перестраивается во дворец Бжостовских. Напротив фары Витовта в начале 18 в. строится иезуитский костел, а у него в 1709 — первый, а 1763 — второй этаж аптеки. Оба здания сохранились почти без изменений. В начале 18 в. переделанное здание дворца Батория используется для заседаний сейма, также перестраивается и дворец. На то время площадь была вымощена, возле ратуши был вырыт колодец.

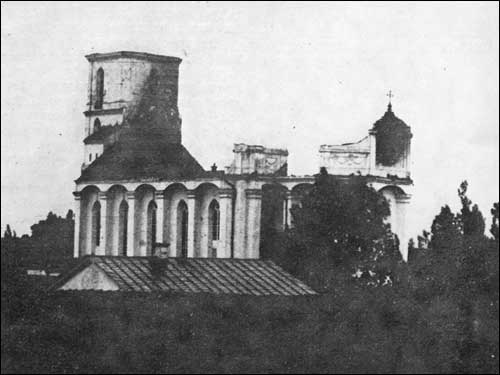
Фара Витовта повреждена пожаром в конце 19 в.

После раздела Польши Гродно стал центром губернии в России. В 1803 году на территории иезуитского монастыря располагаются казармы и тюрьма (которая располагается здесь и в наши дни), в 1806 Фара Витовта перестраивается в православный Софийский собор, в 1807 ратуша перестраивается в стиле классицизма, между которой к южной стороне закладывается сквер с фонтаном, черты которого сохранились и сейчас. В 1889 году Софийский собор ещё раз был перестроен в русском стиле. На северной стороне площади в 1898 году возводится здание дома Муравьева в стиле модерн, а в 1910 году правая сторона площади замыкается рядовой 2-х этажной застройкой со скамейками на первом этаже.
После подписания Рижского договора в 1921 году Гродно отходит к Польше. Софийский собор становится гарнизонным костелом и в 1935 году перестраивается в готическом стиле.
Во время Второй мировой войны была сильно повреждена Южная сторона площади. Здания Ратуши и дворец Радзивилов так и не были восстановлены. Также был снесен флигель дворца Батория и здания на северной стороне площади. В 1958 году на западной стороне площади было возведено здание дворца культуры Текстильщиков. А 29 ноября 1961 года была взорвана Фара Витовта, на месте которой так ничего и не было построено, и сейчас там находится сквер.

## Здания

### Северная сторона

##### № 1 по ул. Советская
Двух и трехэтажное здание. Памятник архитектуры. Дом, известный как «Дворец Сангушек», имеет давнюю историю. Построен в 1742 г. на месте городской таверны 16 века. Во второй половине 18 в. им владел Антоний Тизенгауз, а затем его наследники. В 20 в. в доме находились: мастерская гродненского фотомастера Гельгора, аптека, магазин канцтоваров, магазин Линника по продаже швейных машин, велосипедов, мотоциклов, радио—фототоваров. После войны располагались промтоварные и продовольственные магазины, пивной ларек. В 1962 году открылась диетическая столовая. После закрытия столовой там некоторое время располагался магазин «Игрушки». В 70-80 г.г. в здании работали парикмахерская и магазин «Союзпечать».
Сейчас со стороны Советской площади находятся магазин «Ратушная» (работает пон — пят 9.00-20.00, Суб — Вс 10.00-17.00), магазин одежды «Стиль» (работает пн-пят 11.00-19.00, суб 11.00-18.00, вс 11.00-16.00).

##### № 2
Трехэтажное здание. Выделяется красным цветом кирпича, из которой построен. Известный как дом купца Муравьева. Возведенный в 1898, по другим сведениям около 1914 и даже 1890 году. Памятник архитектуры стиля модерн. После освобождения города от немецко-фашистских захватчиков в 1944 в здании размещалась областная библиотека имени Карского. С конца 80 гг 20 в. дом не эксплуатируется, сейчас на ремонте.

##### № 23 по ул. Калючинская
Трехэтажное здание. Не эксплуатируется.

### Восточная сторона
№ 4: Комплекс монастыря иезуитов. Фарный костел и Аптека.

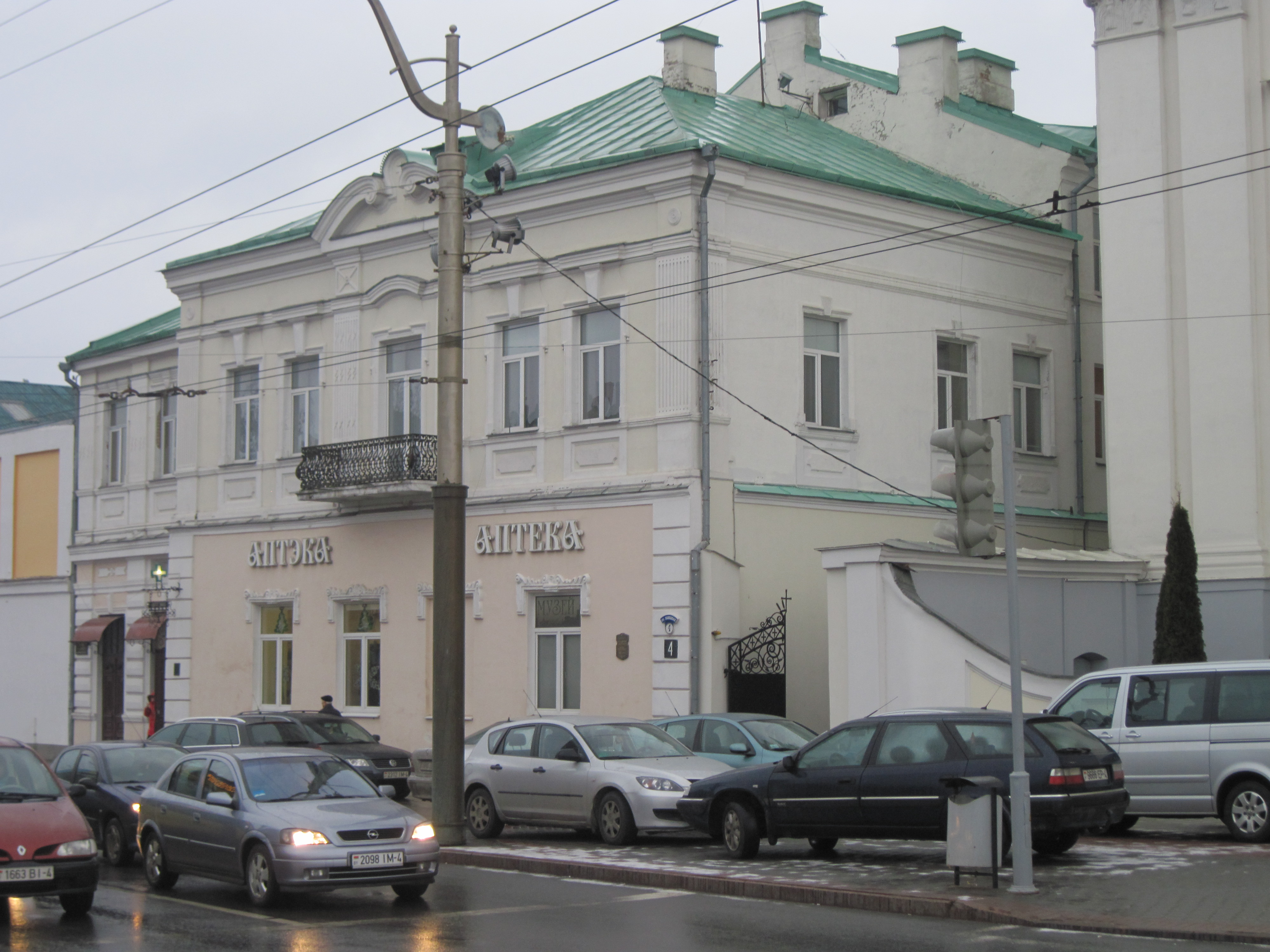
Здание аптеки. Советская пл., 4.

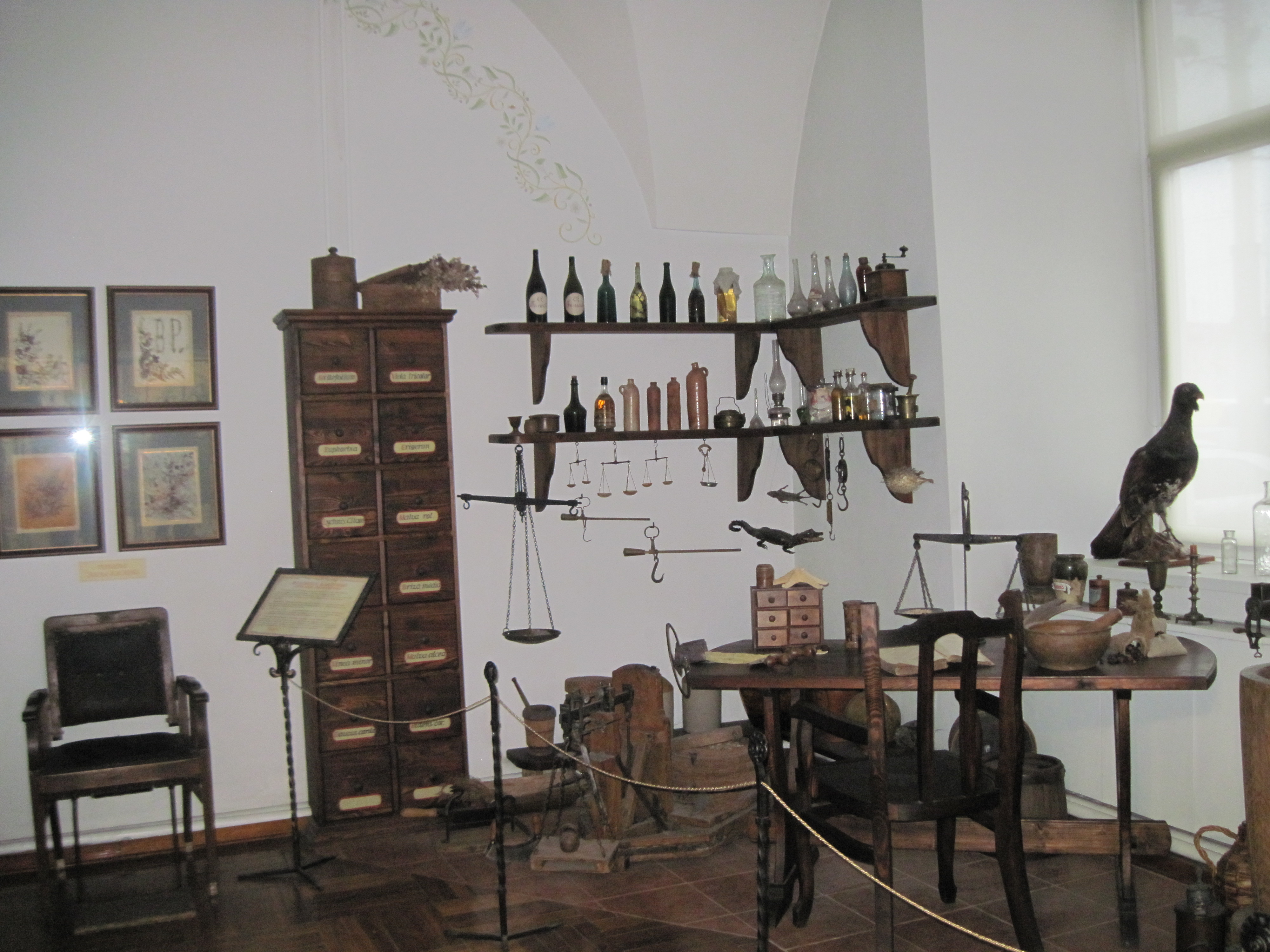
Интерьер музея в аптеке

Здание бывшей аптеки иезуитского монастыря.
Двухэтажное здание. Памятник архитектуры 17-18 веков. Первая на территории Беларуси аптека была основана в 1687 году. Каменное здание было построено в 1709 году, а в 1763 был достроен второй этаж. Здание почти постоянно выполняло первоначальную функцию — аптеки. Только после 1944 года до начала 90 гг. 20 в. в здании располагался салон мебели. Сейчас в здании также располагается аптека, медицинский музей, со стороны двора — магазин религиозных книг.
Здание аптеки двухэтажное, поставлено торцом к улице. Интересный фасад по втором этаже, в котором обильно представлена архитектура барокко: с балконами и фигурному фронтоном, развитыми обрамлениями окон, карнизных тягами.
Аптека работает ежедневно с 8.00 по 21.00, воскресенье 9:00 — 18.00. Музей работает вт-суб 9.00-17.00. Вход в музей бесплатный, через аптеку. Магазин религиозных книг работает по будням 18.00-20.00, по праздникам 8.30-20.30.
№ 1 по ул. Маркса: Трехэтажное здание. Известное как дворец С. Батория или «Баториевка». Памятник архитектуры. Меркуецца, что в этом здании король С. Баторий проводил сеймы Речи Посполитой и принимал послов. В этом здании 15 декабря 1586, на третий день после смерти Батория, для обустройства споры придворных врачей П. Сымони и Н. Бучэлла о причине смерти короля, Я парикмахер. Зыгулиц сделал бальзамирования тела короля. В дальнейшем здание использовалось как королевская резиденция, но с нач. 18 в. известный уже как дворец Сапегов. В 1832 здание перестроено. После пожара 1885 внешний вид и планировка Баториевки вновь были значительно изменены, его основной объём стал 3-этажным. В начале 20 в. в здании находились центральная гостиница и частная гимназия К. Барковской. Сейчас все здание занимает Кафедра анатомии человека Гродненского государственного медицинского университета.

## Западная сторона

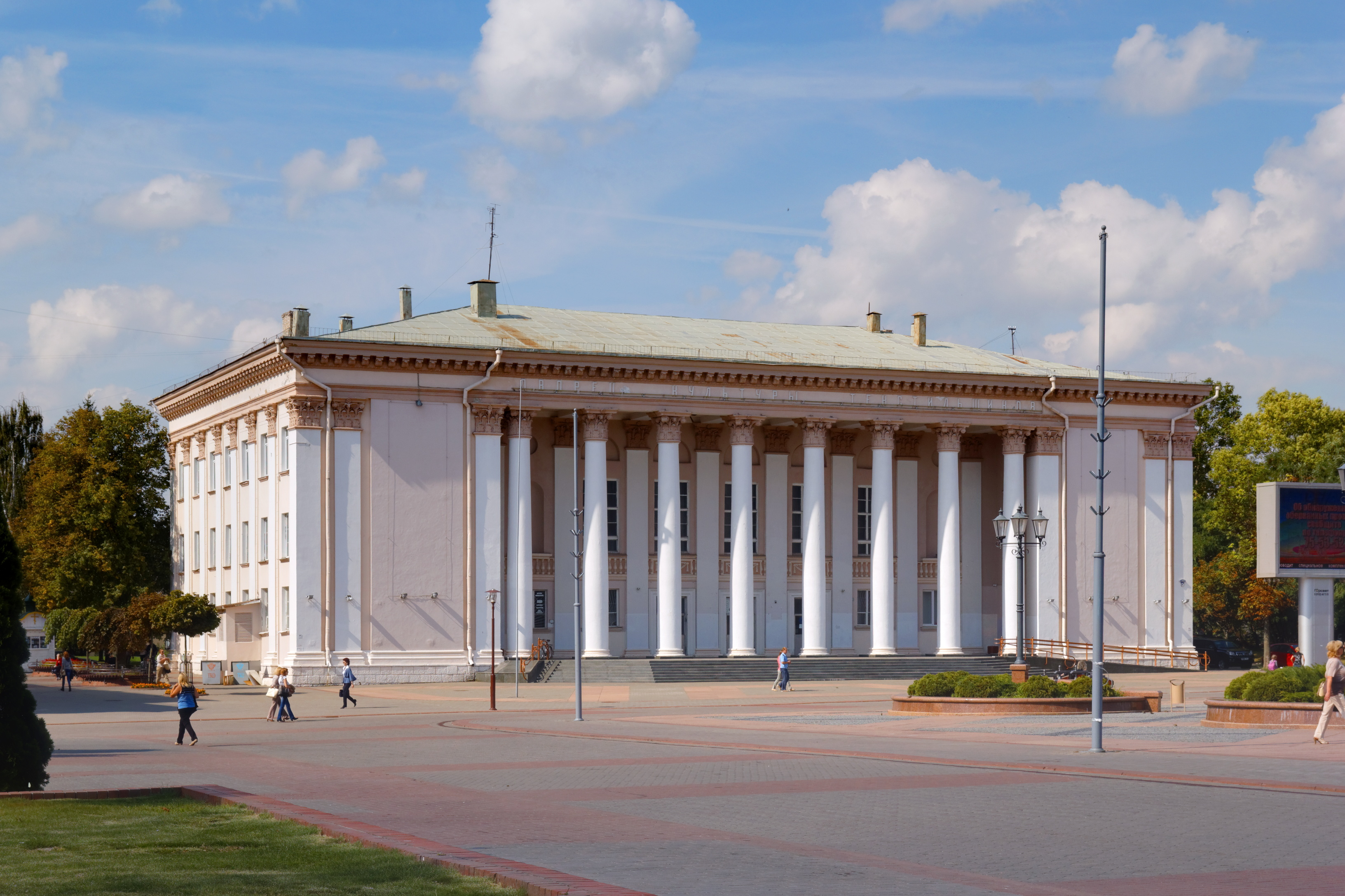
Главный фасад дворца культуры текстильщиков. Советская пл., 6.

№ 6: Дворец культуры текстильщиков трехэтажное, прямоугольное в плане здание, построенное в 1958 году по типовому проекту (архитектор И. Рожын) с использованием элементов классицизма. С тыльной стороны фасада примыкает полукруг в плане объёма, где расположена парадная лестница, а также часть фойе. Главный фасад решен в виде колоннады на всю высоту здания, которая образует неглубокую лоджию с центральным входом. На первом этаже расположены вестибюль, фойе, клубные и административно-хозяйственные помещения. На втором этаже находится зрительный зал на 400 мест, фойе, танцпол, комнаты на кружков. На третьем этаже располагается лекционный зал на 120 мест.
Длительное время существовала легенда, что здание построено «задом наперед»: фасад, который выходит к Дому быта, должен быть главным. Но со слов дочери прораба Р. Попова, который строил это здание, при осуществлении проекта была убрана колоннада перед главным фасадом, поэтому он и представляется не завершенным. В советское время перед главным входом в во время государственных праздников устанавливалась трибуна, возле которой проходили праздничные колонны. Сейчас на реконструкции. Со стороны дома быта в доме находится кафе «Сахара», которое работает пн-чт, вс 15.00-2.00, пят-суб 15.00-5.00.

## Южная сторона
На южной стороне нет никаких построек, и поэтому определить точно пределы площади трудно. Раньше здесь находились Ратуша и дворец Радзивиллов.

## Интересные объекты
- Костел Святого Франциска Ксаверия и бывший монастырь иезуитов
- Бывший дворец Сангушков
- Дом купца Муравьёва
- Место разрушенной коммунистами ратуши
- Место разрушенного коммунистами дворца Радзивиллов
- Место разрушенного коммунистами торговых рядов
- Место взорванной коммунистами Фары Витовта (ныне сквер)